# Saint-Pardoux-et-Vielvic
Saint-Pardoux-et-Vielvic é uma comuna francesa na região administrativa da Nova Aquitânia, no departamento Dordonha. Estende-se por uma área de 13,6 km². Em 2010 a comuna tinha 201 habitantes (densidade: 14,8 hab./km²).